# 그물 활성계
그물체 활성화계(reticular activating system, RAS) 또는 망상체 활성화계(網狀體活性化系) 또는 그물 활성계 또는 망상 활성계 또는 뇌간 각성계(brainstem activating systems) 또는 망상 활성화 시스템은 뇌간에 집중되어 기반한 시스템으로 이는 뇌 전체 영역으로 널리 퍼지는 작용 및 기능에서 뇌의 각성, 흥분, 집중 등에 관여한다. 이러한 맥락에서 오름그물활성계(ascending reticular activating system, ARAS) 또는 상승 망상체 활성화 시스템 또는 상행성 망양체 부활계라고도 한다. 후뇌에서 시작하여 상부의 중뇌에 이르는 망형 구조를 이루며 이 신경작용이  전뇌에까지 널리 퍼져 이르를수있는 대뇌피질투영(cortical projection)으로 알려진 이러한 과정에서 의식의 여부를 조절하게 된다. 망상 활성계의 주요 기능은 시상과 대뇌피질에서의 뇌전도 불일치를 조절하는 것으로 알려져 있다.
만약 외과적 수술에 의해 망상 활성계가 파괴된다면 해당 동물은 장시간 혼수상태에 빠지게 된다. 또한 일반적인 마취에서 마취제는 망상 활성계내에서 신경전달을 억제한다. 이러한 실험적 증거로 인해 뇌의 각성상태 유지에 망상 활성계가 중요하다는 사실이 밝혀졌다.
특히 망상체 활성화 시스템은 뇌간 내에서의  여러 신경핵과 섬유 전도로들이 복잡한 그물망을 형성하고 있는 망상체 및 이와 네트워크된 여러 신경핵들을 가리킨다. 감각 정보의 유입에 대해 대뇌를 비특이적으로 각성시킨다. 의식이 깨어 있게 하거나 대뇌의 의식적 활동과 함께 비의식적 활동을 매개하거나 수면 및 각성에서 조절되어 있는다.

## 뇌핵
시상외 제어 조절 시스템(extrathalamic control modulatory system) 또는 상승 망상체 활성화 시스템(ascending reticular activating system, ARAS)으로도 알려진 망상 활성화 시스템(RAS)은 수면 및 수면 깨우기(각성) 전이를 조절하는 척추 동물의 뇌에 연결된 핵 세트이다. RAS는 망상 형성의 일부이며, 시상의 다양한 핵과 연관되어  도파민 성, 노르에피네프린 성, 세로토닌 성, 콜린성의 주요 신경전달물질 생성및분비에 관여하며 히스타민 및 글루타메이트 성 뇌핵으로 구성된 경우도 있다.

## 주요 뇌핵
흑질(substantia nigra), VTA(ventral tegmental area), 청반(locus c(o)eruleus), 봉선핵(Raphe nuclei), 적핵(Red nucleus), 전정핵(앞뜰핵), 앞뇌기저핵(nucleus basalis)등이 있다.

## 같이 보기
- 그물체
- 도파민 시스템
- 변연계
- 중뇌
- 길항작용
- GABA
- 무뇌수두증
- 뇌사
- 식물인간

## 참고 문헌
- [참고]Get access Volume 392016 , e188 - Conscious olfaction: Content, function, and localization  , Bjorn Merker (a1) DOI: https://doi.org/10.1017/S0140525X15002186 Published online by Cambridge University Press: 24 November 2016
- [참고]한국생물과학협회 생물학용어
- [참고]브레인미디어-생명의 줄기, 의식의 뿌리 뇌간